# New Audio Machine
New Audio Machine è il quarto album in studio del gruppo musicale statunitense Trixter, pubblicato nell'aprile 2012 dalla Frontiers Records. 

## Tracce
1. Drag Me Down – 3:58 (Steve Brown, Glen Burtnik)
2. Get On It – 3:36 (Brown)
3. Dirty Love – 3:40 (Brown, Pete Loran, Jim DeSalvo)
4. Machine – 3:35 (Brown, P.J. Farley, Mark Scott)
5. Live for the Day – 3:38 (Brown, Farley)
6. Ride – 3:48 (Brown, Farley)
7. Physical Attraction – 3:52 (Brown, Loran, DeSalvo)
8. Tattoos & Misery – 3:32 (Brown, Farley, Scott, Xandy Barry)
9. The Colest Thing – 3:37 (Brown, Bobby August)
10. Save Your Soul – 4:02 (Brown)
11. Walk with a Stranger – 4:32 (Rachel Bolan, Dave Sabo)

Tracce bonus
1. Find a Memory – 3:25
2. Heart of Steel (acoustic) – 5:07 (Brown, Bill Wray)

## Formazione
- Peter Loran – voce
- Steve Brown – chitarra, armonica, cori
- P.J. Farley – basso, cori
- Mark "Gus" Scott – batteria, percussioni, cori